# Массис, Анри
Анри Массис (фр. Henri Massis; 21 марта 1886, Париж — 16 апреля 1970, там же) — консервативный французский эссеист, литературовед, литературный критик и историк литературы. Член Французской академии (1960—1970, кресло # 32). Лауреат Большой литературной премии Французской академии (1929).

## Биография
Образование получил в Лицее Кондорсе и Парижском университете.
В 1913 году обратился в католичество. После начала Первой мировой войны призвал к возрождению французского духа и католицизма. Начиная с 1920 года работал редактором нового журнала Revue Universelle , занимался распространением христианской политической философии.

## Творчество
Дебютировал в 1906 году под псевдонимом «Agathon» с исследованием о творчестве Эмиля Золя. Работы А. Массиса посвящены почти исключительно анализу современных писателей, главная из них — «Суждения» (Les jugements) — сборник критических очерков о Ж. Дюамеле, М. Барресе и пр.
Задача критики, по мнению А. Массиса, указывать писателю дальнейший путь развития на основании исследования его творчества. «Критика — охранительница литературы», утверждал он. Она должна определять будущее литературы, которое, по прогнозу автора, принадлежит реалистическому роману действия. Психологизму в этом «идеальном» романе А. Массиса места не отводит, считая, что психологизм есть признак слабости. А. Массис предлагает ввести в роман современный разговорный французский язык, который очень далеко ушёл от искусственного языка литературы.
Признавая деятельность и реальность, как основу жизни, А. Массис представляет наиболее активные группы французской крупной буржуазии. Воинствующий империализм сочетается в его творчестве с воинствующим католицизмом как орудием борьбы против буржуазно-интеллигентского свободомыслия. Для этого католика-патриота характерна книга против Р. Роллана («Р. Роллан против Франции») и в особенности его «Защита Запада» (1927), направленная против большевизма «как врага европейской „христианской“ цивилизации».
Опубликовал два тома «Суждений» (Les jugements), в которых критически проанализировал моральные учения многочисленных писателей, в том числе Эрнеста Ренана и Андре Жида.
В годы Второй мировой войны — член коллаборационистской администрации режима Виши.

## Избранная библиография
- Comment Émile Zola composait ses romans, P., 1906;
- La pensée de Maurice Barrés, P., 1909;
- Agathon, Les jeunes gens d’aujourd’hui, P., 1913;
- Romain Rolland contre la France, P., 1915;
- Jugements, I т., 3 изд., P., 1923; II т., P., 1924;
- En marge de jugement, Refléxions sur l’art au roman, P., 1927.